# Tuschinski-Theater

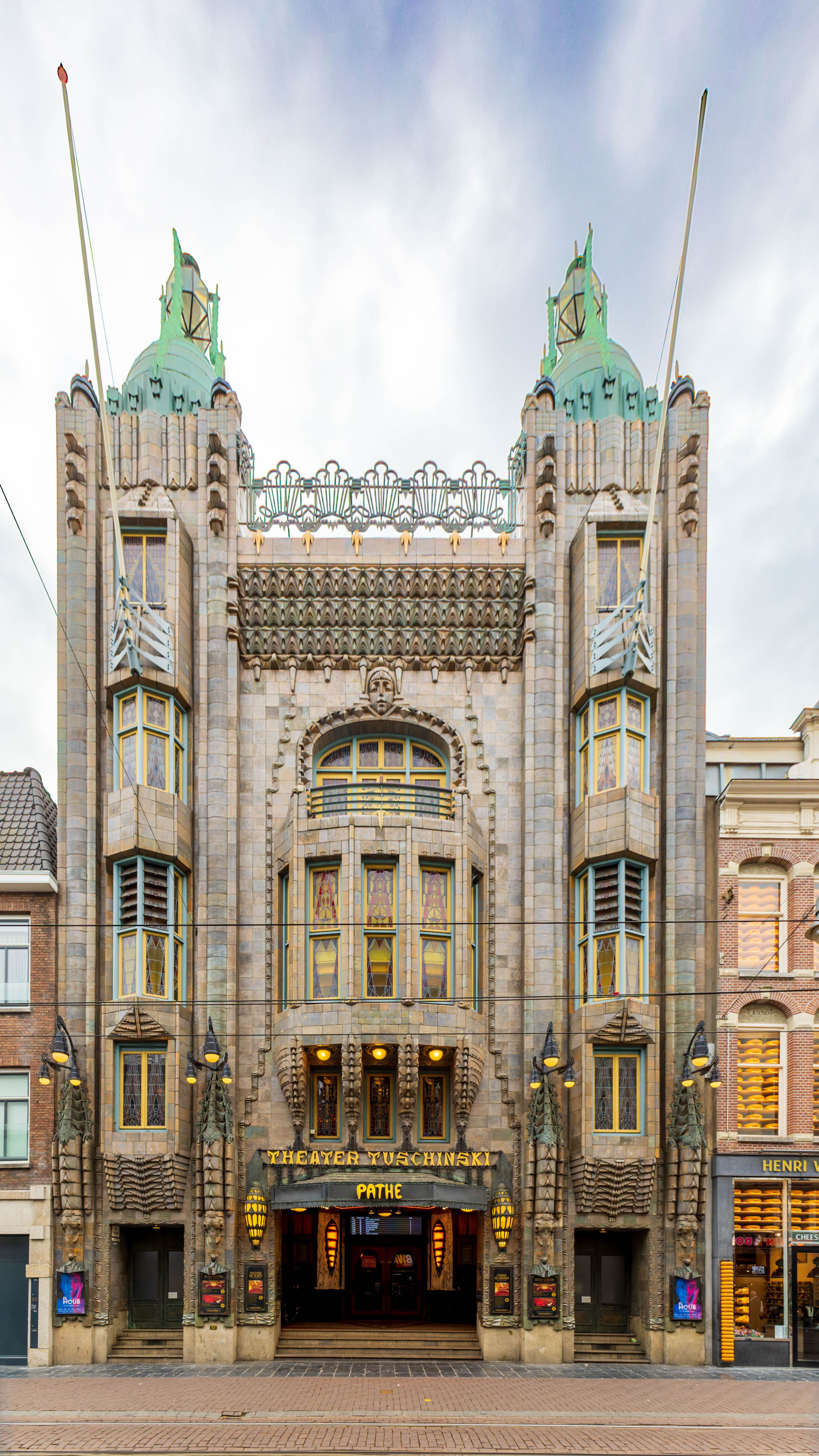
Tuschinski-Theater

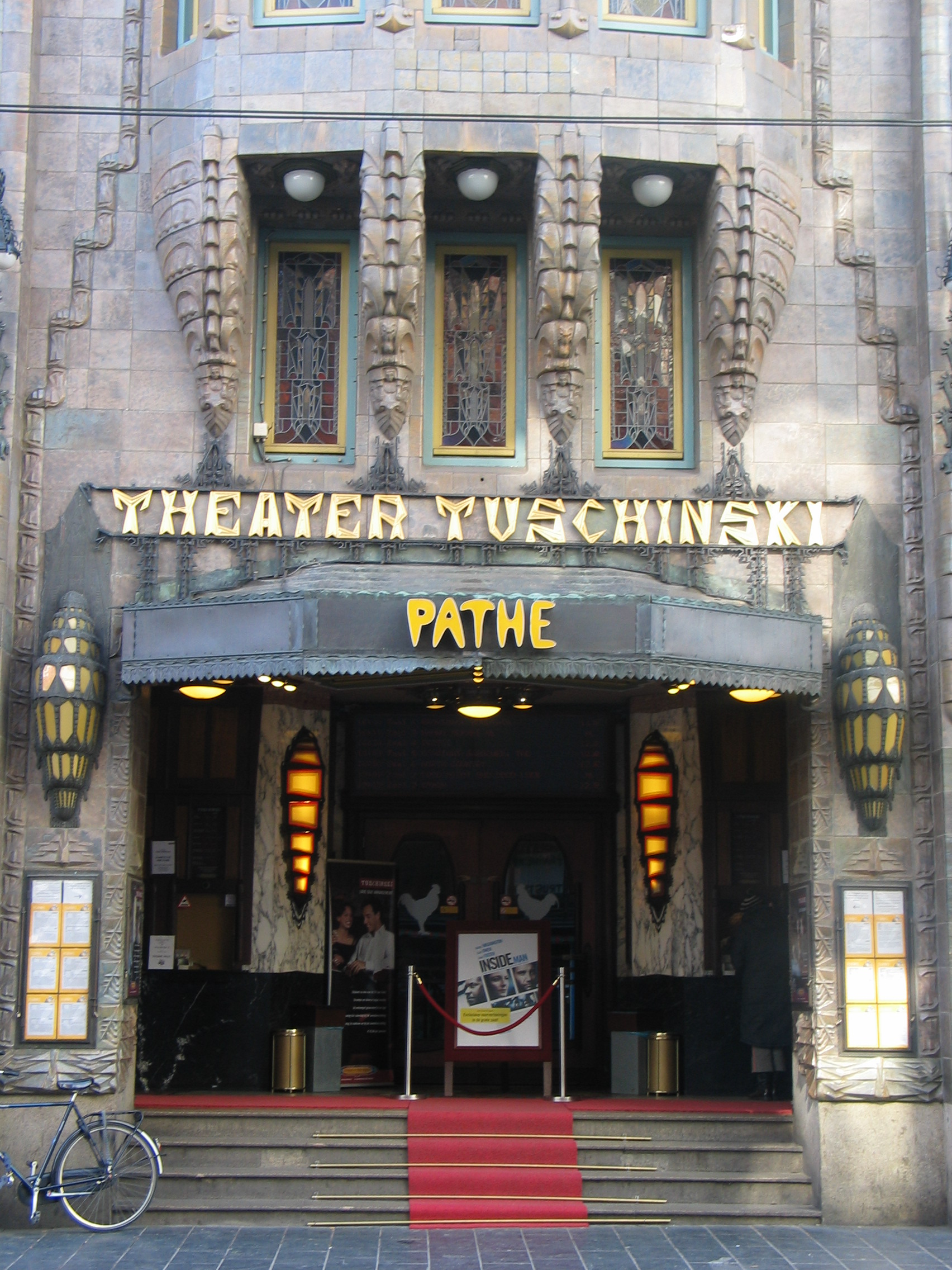
Eingang zum Tuschinski-Theater

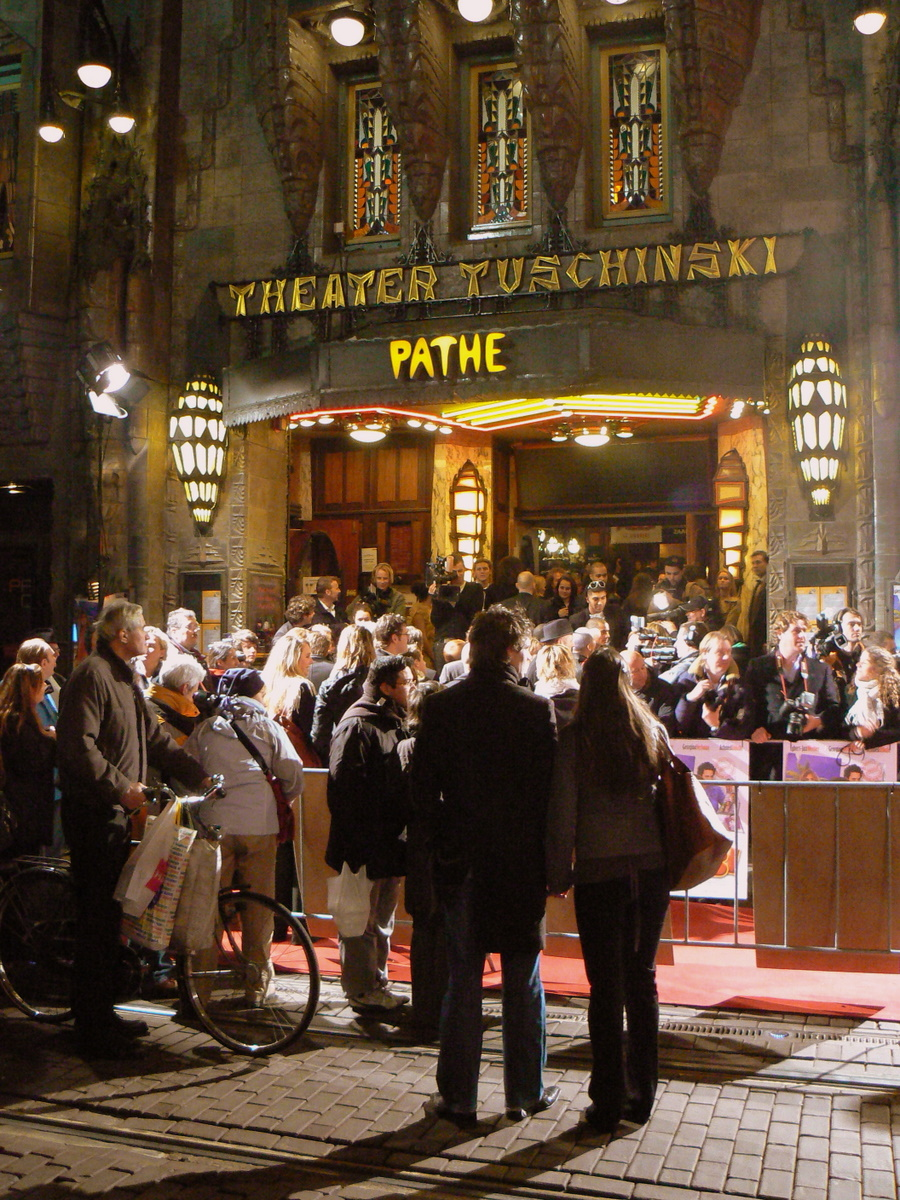
Filmpremiere im Tuschinski, Februar 2008

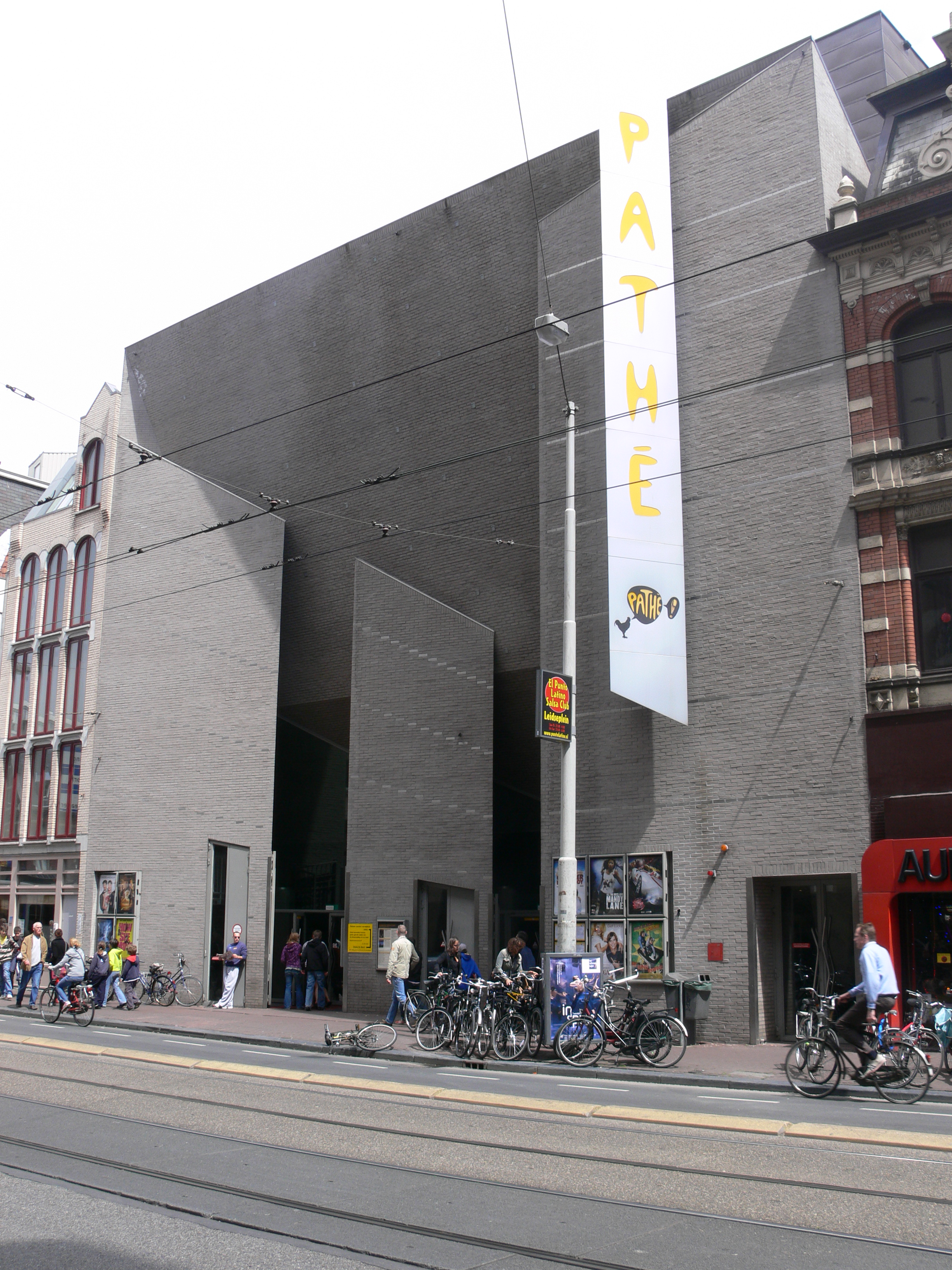
Das nahegelegene Pathé De Munt

Das Tuschinski-Theater (seit 2000 Pathé Tuschinski) ist ein traditionsreiches Kino in Amsterdam. Das an der Reguliersbreestraat 26–28 gelegene Gebäude enthält einen großen Saal mit 784 Plätzen und fünf kleinere Kinosäle mit je 105 bis 191 Plätzen.

## Bau- und Kinogeschichte
Das Kino wurde nach den Plänen des Architekten Hijman Louis de Jong für Abraham Icek Tuschinski errichtet, der bereits in Rotterdam mehrere Kinos besaß. Die 1200 für das Fundament benötigten Holzpfähle hatte Tuschinski in Deutschland bestellt, doch kam es in den Nachkriegswirren zu Lieferproblemen. So fuhr Tuschinski persönlich zu Verhandlungen nach Wiesbaden und brachte die ersten Pfähle im Juni 1919 mit einem Frachtschiff über den Rhein nach Amsterdam. Die Bauleitung hatten Hijman Louis de Jong und D. J. Klaphaak inne, die Innenausstattung wurde von Jaap Gidding und Pieter den Besten angefertigt. Der Bau kostete etwa 4 Millionen Gulden und war im Oktober 1921 abgeschlossen.
Die eklektizistische Mischung von Baustilen lässt neben dem vorherrschenden Art déco auch Anklänge der Amsterdamer Schule und der Neugotik erkennen. Die Fassade mit ihren zwei auffallenden Türmen ist mit glasierten Ziegeln, Keramikskulpturen und schmiedeeisernen Gittern und Lampen verziert. Die Heizungs- und Klimaanlage des Gebäudes galt als revolutionär, da sie eine gleichbleibende Temperatur auf allen Zuschauerplätzen garantierte. Die Kinoorgel des Großen Saals mit damals 1600 Plätzen wurde von der amerikanischen Rudolph Wurlitzer Company geliefert (1940 wurde diese Orgel Model 160 durch eine neue, viermanualige Wurlitzer-Strunk-Orgel ersetzt, die heute noch vorhanden und spielbar ist). Ein kleinerer Saal mit 250 Plätzen, ein „japanisches Teezimmer“, eine „maurische Suite“ und elegante Foyers vervollständigten den Komplex.
Am 28. Oktober 1921 wurde das Tuschinski-Theater mit einer Gala von orgelbegleiteten Kurzfilmen sowie Orchesterwerken durch das hauseigene Orchester eröffnet. Am selben Tag wurde im kleineren Saal das Cabaret „La Gaité“ mit einem gemischten Programm eröffnet. In diesem Cabaret mit eigenem Orchester traten im Lauf der Zeit alle großen niederländischen Varietékünstler auf. Ab 1934 führte der emigrierte Berliner Komponist und Kabarettist Rudolf Nelson das Gaité als Exilkabarett. Auch Erika Manns Pfeffermühle trat im „La Gaité“ auf.
Während der Besetzung Amsterdams durch das nationalsozialistische Deutschland wurde das Kino 1940 für drei Monate geschlossen. Tuschinski verlor außerdem alle seine Rotterdamer Kinos durch die Zerstörung der Stadt durch deutsche Bomber und ging daraufhin in Konkurs. Der deutsche Staatskonzern Tobis-Cinéma-Film AG übernahm das Amsterdamer Tuschinski-Theater 1940 und benannte es in Tivoli um – das Kino war so erfolgreich im Sinne des Nationalsozialismus „arisiert“ worden. Abraham Tuschinski, seine Frau und seine Mitarbeiter und Schwager Herman Gerschtanowitz und Herman Ehrlich wurden als Juden deportiert und 1942 in Auschwitz ermordet. Der Architekt Hijman Louis de Jong wurde am 14. Mai 1944 deportiert und am 31. Oktober 1944 ebenfalls in Auschwitz ermordet. Die deutschen Besatzer nutzten das Tivoli ab 1944 bis Januar 1945 hauptsächlich als Varietétheater, Kinovorstellungen wurden nur noch am Nachmittag gegeben. Nach der Befreiung Amsterdams wurde das Theater in Tuschinski-Theater zurückbenannt und wiederum als Kino benutzt.
Neben Film- und Varietévorführungen war das Tuschinski auch als Konzertstätte bekannt. Weltstars wie Maurice Chevalier, Judy Garland, Marlene Dietrich, Édith Piaf, Dizzy Gillespie, Fats Domino und Dionne Warwick traten dort auf. 1969 wurde das hauseigene Orchester aufgelöst, 1974 wurde das Spiel auf der Wurlitzer-Strunk-Kinoorgel vor den Filmvorführungen aufgegeben.
1998–2002 wurde das Tuschinski umfassend außen und innen renoviert und durch einen neuen Flügel erweitert. 2000 wurde es als Pathé Tuschinski neu eröffnet, seitdem wird es von der Kinokette Pathé betrieben. Im Großen Saal finden oft niederländische Filmpremieren statt. Ansonsten wird er hauptsächlich für Hollywood-Kassenschlager genutzt. Das Tuschinski ist Hauptspielstätte des International Documentary Film Festival Amsterdam. Für Touristen werden Führungen durch das Gebäude angeboten.

## Kinosäle
Im alten Gebäude des Tuschinski gibt es heute drei Säle:
- Saal 1 – Großer Saal – mit 789 Plätzen
- Saal 2 mit 191 Plätzen
- Saal 3 mit 130 Plätzen

Der neu errichtete Flügel enthält die drei Säle 4, 5 und 6.
In dem um die Ecke gelegenen Multiplexkino Pathé De Munt in der Vijzelstraat gibt es weitere 13 Kinosäle. Das Pathé Tuschinski und das Pathé De Munt haben in insgesamt 19 Sälen zusammen 3850 Plätze.